# Albitreccia
Albitreccia (en cors Albitreccia) és un municipi francès, situat a la regió de Còrsega, al departament de Còrsega del Sud. L'any 2004 tenia 1.246 habitants.

## Demografia
| 1962 | 1968 | 1975 | 1982 | 1990 | 1999 | 2004 |
| ---- | ---- | ---- | ---- | ---- | ---- | ---- |
| 216  | 248  | 283  | 456  | 609  | 867  | 1246 |

## Administració
| Període   | Identitat           | Partit | Qualitat |
| --------- | ------------------- | ------ | -------- |
| 2001-2008 | Pierre-Paul Luciani | DD     |          |